# Довган Юрій Любомирович
Юрій Любомирович Довган (нар. 11 вересня 1978 Івано-Франківськ, Українська РСР) — український історик, ґрунтовний спеціаліст з історіографії періоду УНР, зокрема французької, британської та американської історичної науки та їх ставлення до української державності на початку XX-го століття.

## Біографія
Народився 11 вересня 1978 року в місті Івано-Франківськ. Закінчив ЗОШ №19 у 1995 році. Одразу вступив на історичний факультет ПНУ імені Василя Стефаника. 
З 2000 до 2003 року навчався в аспірантурі на кафедрі всесвітньої історії. У 2006 році захистив кандидатську дисертацію на тему: "Політика Франції, Великої Британії та США щодо національної державності України в 1917—1920 рр. у вітчизняній та українській зарубіжній історіографіях". Науковий керівник доктор історичних наук, професор Кугутяк Микола Васильович.
З 2003 року розпочав працювати на кафедрі історіографії та джерелознавства. у 2021 році у зв'язку з розформування кафедри переведений на посаду доцента на кафедру історії Центрально-Східної Європи. З 2023 року працює на кафедрі всесвітньої історії.
Значну увагу приділяє вивченню уніформістики та зброєзнавства, зокрема і світових цивілізації.
У 2023 році отримав Грамоту на нагороду Асоціації україністів Японії з рук Йошіхіко Окабе.

## Нагороди
- Грамота Асоціації україністів Японії
- Медаль Асоціації україністів Японії